# Estádio dos Aflitos
Estádio dos Aflitos (oficjalna nazwa Estádio Eládio de Barros Carvalho) – stadion piłkarski w Recife, Pernambuco, Brazylia, na którym swoje mecze rozgrywa klub Clube Náutico Capibaribe.
Swoją oficjalną nazwę zawdzięcza Eládio de Barros Carvalho, który był prezesem Náutico 14 razy. Z kolei nazwę Estádio dos Aflitos zawdzięcza temu, że znajduje się w dzielnicy Nossa Senhora dos Aflitos.

## Historia
1939 – otwarcie stadionu
25 czerwca 1939 – otwarcie stadionu
1 lipca 1945 – najwyższy wynik w historii Estádio dos Aflitos, kiedy Náutico pokonuje Flamengo z Pernambuco 21-3
1996 – początek rozbudowy stadionu
4 grudnia 1997 – rekord frekwencji
7 kwietnia 2002 – koniec rozbudowy